# Witold Więsław
Witold Ignacy Więsław (ur. 29 marca 1944 w Warszawie, zm. 23 stycznia 2023) – polski matematyk i historyk matematyki. Pracownik Instytutu Matematycznego Uniwersytetu Wrocławskiego (IM UWr). Laureat Nagrody Dicksteina przyznawanej przez Polskie Towarzystwo Matematyczne, „za osiągnięcia w dziedzinie historii matematyki i popularyzacji matematyki” (2003).

## Życiorys
W latach 1962–1966 studiował matematykę na Uniwersytecie Wrocławskim. Pracę doktorską napisaną pod kierunkiem Władysława Narkiewicza obronił w 1971. Habilitował się w Instytucie Historii Nauki Polskiej Akademii Nauk w 2006.
Redaktor naczelny rocznika „Antiquitates Mathematicae” wydawanego przez Polskie Towarzystwo Matematyczne od wydania pierwszego numeru w 2007 do roku 2011.
Więsław jest też autorem hasła „jednoznaczność rozkładu” w Encyklopedii PWN.

## Dorobek
Autor około 220 publikacji z zakresu teorii ciał topologicznych, historii matematyki, dydaktyki matematyki, skryptów i podręczników akademickich i monografii:
- 1974: Algebra geometryczna: skrypt dla studentów matematyki, Uniwersytet Wrocławski.
- 1977: Grupy, pierścienie, ciała.
- 1988: Topological fields, New York: M. Dekker, ISBN 0-8247-7731-X.
- 1996: Liczby i geometria, Warszawa: Wydawnictwa Szkolne i Pedagogiczne, ISBN 83-02-06179-4.
- 1997: Matematyka i jej historia, Opole: Wydawnictwo „Nowik”, ISBN 83-905456-7-5.
- 2000: Stare polskie zadania z matematyki, Opole: Wydawnictwo „Nowik”, ISBN 83-87631-27-2.
- 2007: Matematyka polska epoki Oświecenia, Warszawa: Wydawnictwo Fraszka Edukacyjna, ISBN 978-83-88839-29-0.